# Konul Nurullayeva
Konul Nurullayeva (née le 1er décembre 1985 à Bakou, en Azerbaïdjan) députée de l’Assemblée nationale de la République d’Azerbaïdjan (Milli Medjlis) de la VIe convocation, chef du département des relations internationales du Comité national olympique d’Azerbaïdjan, membre du Comité sur l’égalité de genre dans le sport, créé par la Fédération sportive de la solidarité islamique (ISSF), membre du Comité exécutif de l’ISSF, chef de la délégation azerbaïdjanaise aux Jeux olympiques d’hiver de ‘Vancouver 2010’ et ‘Sotchi 2014’, directrice exécutive du Comité d’organisation de ‘Bakou 2020’, secrétaire du Comité d’organisation des Jeux de solidarité islamique de ‘Bakou 2017’, membre de la délégation azerbaïdjanaise auprès de Assemblée parlementaire du Conseil de l'Europe (APCE), dirigeante du groupe de travail interparlementaire entre l’Azerbaïdjan et la Croatie.

## Vie et éducation
Konul Nurullayeva est née le 1er décembre 1985 dans la ville de Bakou. En 1992-2000, elle a étudié à l'école secondaire au nom de Nasraddin Tusi.  Dans les années 2000-2003, elle a poursuivi ses études à l'école secondaire No 6 où elle a obtenu son diplôme de baccalauréat. Quant à l’enseignement supérieur, elle est diplômée de la Faculté des relations internationales de l'Université des langues d'Azerbaïdjan en 2007. Deux ans après, elle a obtenu son Master avec distinction dans la même spécialité. Depuis septembre 2019, elle poursuit un programme de MBA à l’École de Commerce de Suisse (Swiss Business Institute).

## Carrière

### Milli Medjlis
Lors des élections parlementaires de la VIe convocation du Milli Medjlis de la République d’Azerbaïdjan tenues le 9 février 2020, Konul Nurullayeva a été élu députée pour les années 2020-2025 de la 24e circonscription du district de Nizami à Bakou en tant que candidat neutre. Elle est membre du Comité pour la famille, les femmes et les enfants et du Comité de la jeunesse et des sports disposés par le Milli Medjlis, ainsi que dirigeante du groupe de travail interparlementaire entre l’Azerbaïdjan et la Croatie.
Depuis avril 2020, Konul Nurullayeva est membre de la délégation azerbaïdjanaise auprès de l'Assemblée parlementaire du Conseil de l'Europe (APCE). Elle représente l’Azerbaïdjan au sein des comités de l'APCE sur les relations sociales, la santé et le développement durable, et l'égalité et la non-discrimination.

### Mouvements de jeunesse
Konul Nurullayeva était membre du Conseil consultatif du mouvement national de jeunesse ‘IRELI’ qui est fondé en 2005 et considéré la plus grande organisation de jeunesse en Azerbaïdjan, ainsi que présidente du Comité d’organisation sur la réformation de l’Union publique ‘IRELI’ en 2008 et membre du Conseil d’administration de la nouvelle organisation. Elle a activement pris part aux débats en tant que l’une des premiers membres du Parlement Azerbaïdjanais des Jeunes.

### Activités dans le milieu sportif
Konul Nurullayeva a dirigé un certain nombre de projets lors de ses activités dans le milieu sportif : par exemple, « Forum régional des dirigeants des CNO (Comité national Olympique) de la CEI et des États baltes », « Congrès du mouvement européen du fair-play », « Compétition de qualification européenne d'athlétisme pour les Jeux Olympiques de la Jeunesse », Convention européenne d’athlétisme de Bakou 2014, «43e Assemblée générale des comités olympiques européens » et d’autres événements. De plus, Konul Nurullayeva a effectué le rôle de directrice exécutive du Comité d'organisation lorsque l'Azerbaïdjan était candidate à organiser les Jeux olympiques d'été de Bakou 2020. Dans les années 2009-2016, elle était membre du Comité exécutif de la Fédération azerbaïdjanaise d’athlétisme, et chef du département des relations internationales dans cette Fédération.
Elle était chef adjointe de la délégation azerbaïdjanaise lors des festivals olympiques européens de la jeunesse qui sont tenus en 2009 à Tampere, en Finlande, et en 2011 à Trabzon, en Turquie. En outre, Konul Nurullayeva était assistante du chef de la délégation aux Jeux olympiques de 2008 à Pékin, et chef adjoint de la délégation azerbaïdjanaise aux Jeux olympiques d'été de 2012 à Londres. En 2010, elle est devenue la première femme dans l'histoire du sport azerbaïdjanais nommée chef de la mission, qui a observé la délégation azerbaïdjanaise aux Jeux olympiques d'hiver à Vancouver. Lors des prochains Jeux olympiques d'hiver en 2014 tenus à Sotchi, en Russie, Konul Nurullayeva a de nouveau occupé ce poste. En 2015, elle a été chef de la délégation azerbaïdjanaise aux Jeux européens de Bakou 2015, organisés pour la première fois en Azerbaïdjan.

### Représentations internationales
Lors de la réunion du Comité exécutif de la Fédération sportive de la solidarité islamique (ISSF) en 2013, Konul Nurullayeva est devenue la première femme élue à la Fédération depuis 1963. Elle a été secrétaire du Comité d'organisation des 4es Jeux de la solidarité islamique en 2017, ainsi que chef du département des relations avec la Fédération sportive de la solidarité islamique et les Comités nationaux olympiques au sein du Comité opérationnel créé pour accueillir les Jeux de la solidarité islamique en Azerbaïdjan. Lors de la réunion du 26e Comité exécutif de la Fédération sportive de la solidarité islamique tenue le 19 novembre 2017, Konul Nurullayeva a été réélu membre du Comité exécutif pour la deuxième fois. En 2018, elle a été nommée à la tête du Comité sur les femmes et l'égalité de genre dans le sport, créé par l’ISSF.  Elle est membre du Conseil de coordination mis en place par l’ISSF dans le cadre des 5es Jeux de la solidarité islamique qui se tiendront en Turquie en 2021.
Konul Nurullayeva est l'ambassadeur de l’organisation « Femmes politiques du monde » en Azerbaïdjan depuis 2020, et le premier représentant du Consulat mondial pour la tolérance et la paix de l’Azerbaïdjan.